# Sól ziemi czarnej
Sól ziemi czarnej – polski, barwny film historyczny z 1969 roku w reżyserii Kazimierza Kutza; pierwsza część tzw. tryptyku śląskiego, obejmującego również filmy Perła w koronie (1971) i Paciorki jednego różańca (1979). Film ukazuje losy Gabriela (Olgierd Łukaszewicz), jednego z siedmiu braci Basistów, którzy spontanicznie dołączają do drugiego powstania śląskiego w 1920 roku. W trakcie walk Gabriel zakochuje się w niemieckiej sanitariuszce, co komplikuje jego stosunek do zrywu powstańczego.
W Soli ziemi czarnej Kutz zawarł wątek autobiograficzny (jego ojciec uczestniczył w trzecim powstaniu śląskim), a treść filmu wynikała ze starannej lektury literatury poświęconej Śląskowi, na podstawie której powstał autorski scenariusz. Kluczowa dla całości filmu okazała się scena przyśniona przez Kutza, w której Gabriel przenosi umierającego brata do kościoła. Za realizację Soli ziemi czarnej odpowiadał Zespół Filmowy „Wektor”, a zdjęcia do filmu nakręcił Wiesław Zdort.
Sól ziemi czarnej została pozytywnie przyjęta przez krytyków i zdobyła cztery nagrody przyznane podczas Lubuskiego Lata Filmowego, w tym Złote Grono. Film zebrał pochwały za styl artystyczny oraz patriotyczną wymowę, natomiast nieliczne głosy krytyczne dotyczyły uproszczonego tła historycznego powstań śląskich. W 1970 Sól ziemi czarnej stała się oficjalnym polskim kandydatem do rywalizacji o 43. rozdanie Oscara w kategorii najlepszego filmu nieanglojęzycznego.

## Fabuła

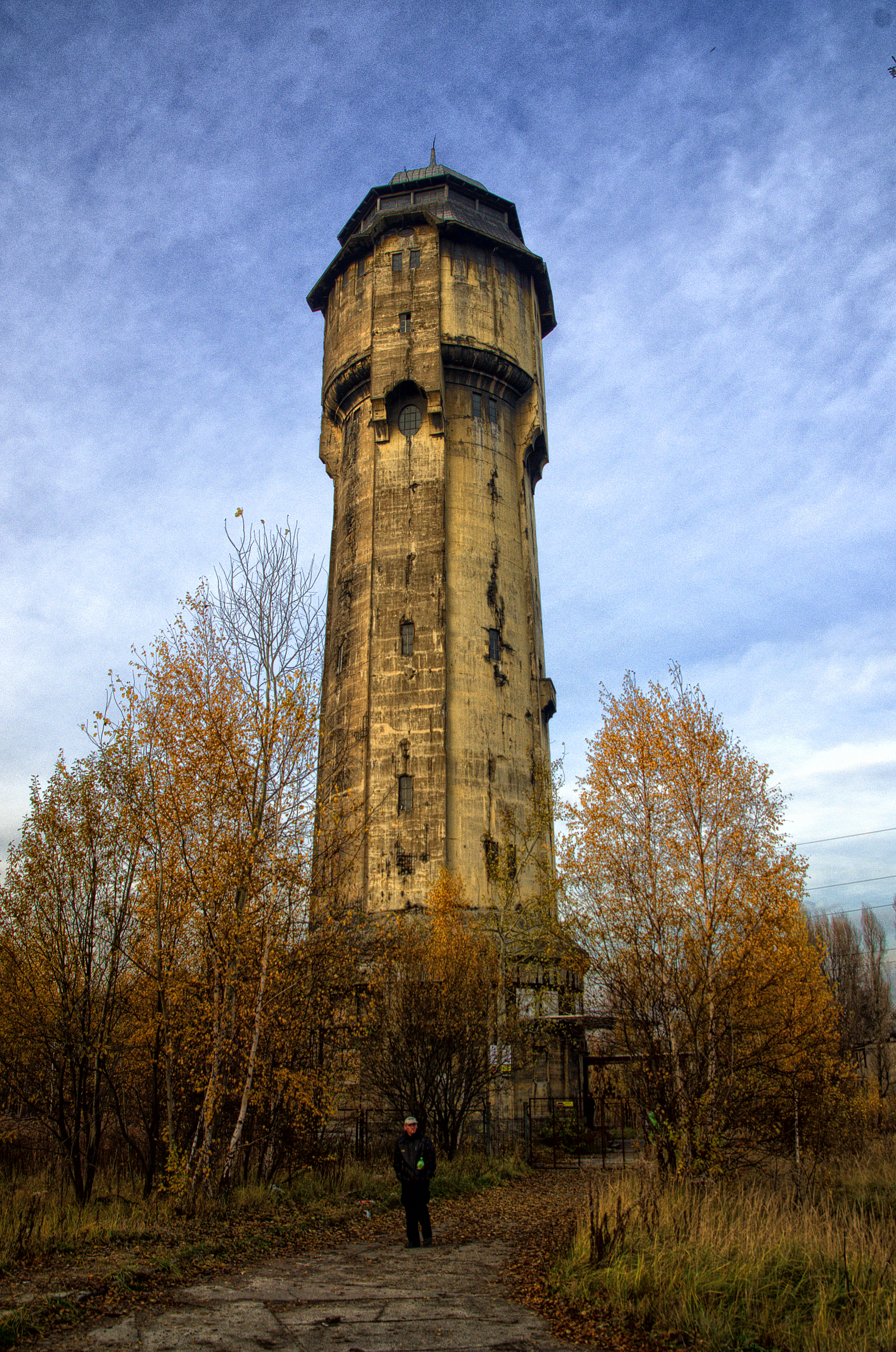
Wieża ciśnień w katowickich Borkach, która posłużyła jako jedno z miejsc akcji filmu

Akcja filmu rozgrywa się podczas drugiego powstania śląskiego, w 1920 roku. Wychowany w patriarchalnej rodzinie Gabriel, najmłodszy z siedmiu braci Basistów, zamierza wziąć udział w powstaniu tak jak jego starsi bracia. Wyprasza u ojca zgodę na uczestnictwo w zrywie. Ojciec udziela swoim synom błogosławieństwa do walki, wymierzając im razy dyscypliną.
Rozpoczyna się walka, w której ginie jeden z braci Basistów. Gabriel, pośpiesznie przenosząc brata do kościoła, upada pod ciężarem martwego ciała. Ucieka przed Niemcami przez zakrystię, gdzie zastaje niemiecką sanitariuszkę mierzącą do niego z karabinu. Wpatrując się w nią, odbiera jej broń i ucieka, jednak zakochany w niej pragnie ujrzeć dziewczynę jeszcze raz. W tym celu przemyka w przebraniu do siedziby niemieckiego dowództwa i szpitala, gdzie spotyka się z nią ponownie.
Trwają walki. Gabriel wraca do powstańców, którzy szykują się do odparcia kontrataku ze strony Niemców. Powstańcom, atakowanym przez niemiecką piechotę i wozy pancerne, przybywa z pomocą Polak z Krakowa, młody porucznik Sowiński, który przywozi ze sobą armatę. Przez pewien czas odpiera ataki nieprzyjaciela, lecz ginie od zbłąkanej kuli. Powstańcy wycofują się, lecz zostają otoczeni przez Niemców, którzy urządzają masakrę Ślązaków. Gabriel również zostaje ranny, lecz sanitariuszki wynoszą go na noszach przez granicę niemiecko-polską, gdzie czekają nań trzej pozostali ocalali bracia.

## Obsada
- Olgierd Łukaszewicz – Gabriel Basista
- Celina Muszi – Madzia Basista
- Jerzy Bińczycki – Bernard Basista, brat Gabriela
- Jerzy Cnota – Euzebin Basista, brat Gabriela
- Wiesław Dymny – Franek Basista, brat Gabriela
- Bernard Krawczyk – Dominik Basista, brat Gabriela
- Andrzej Wilk – Alojz Basista, brat Gabriela
- Jerzy Łukaszewicz – Cyryl Basista, brat Gabriela
- Antoni Zwyrtek – ojciec Basistów
- Jan Englert – Erwin Maliniok
- Izabela Kozłowska – sanitariuszka
- Daniel Olbrychski – porucznik Stefan Sowiński
- Tadeusz Madeja – Wiktor
- Henryk Maruszczyk – Emil
- Helena Bełkowska – matka Basistów
- Zygmunt Biernat – powstaniec
- Jan Bógdoł – powstaniec
- Mieczysław Całka – powstaniec
- Marian Dziędziel – powstaniec
- Wiesław Grabek – powstaniec
- Julian Kilar – powstaniec
- Adam Kopciuszewski – powstaniec
- Andrzej Siedlecki – powstaniec
- Jerzy Siwy – powstaniec
- Henryk Talar – powstaniec
- Jerzy Trela – powstaniec
- Ryszard Wachowski – powstaniec
- Andrzej Wojaczek – powstaniec
- Ryszard Zaorski – powstaniec
- Paweł Baldy – powstaniec
- Edward Dobrzański – oficer niemiecki
- Jerzy Bielecki
- Gustaw Holoubek – lektor

## Produkcja

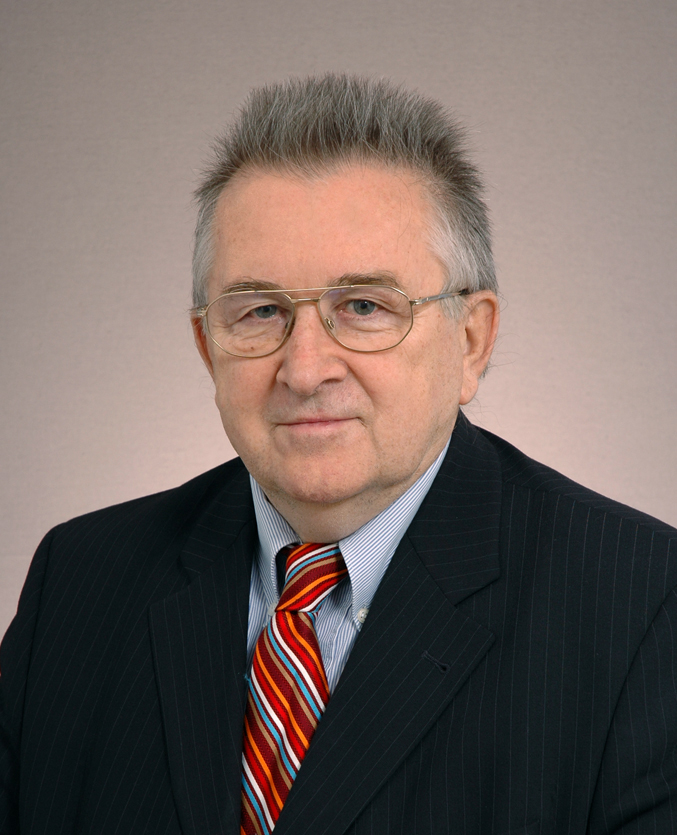
Kazimierz Kutz, reżyser filmu (2005)

Reżyser Soli ziemi czarnej, Kazimierz Kutz, wpadł na pomysł nakręcenia filmu z desperackich pobudek. Kutz jako filmowiec zarabiał jedynie dwa tysiące ówczesnych złotych, mieszkając dodatkowo u brata cierpiącego na schizofrenię. Jak później relacjonował, cierpiał na brak weny twórczej: „Wiedziałem, że to jest ostatnia runda, ostatnia chwila, żeby się zbuntować”. Dlatego Kutz, myśląc o doświadczeniach swojego ojca – uczestnika trzeciego powstania śląskiego ‐ na nowo zgłębił literaturę poświęconą Śląskowi. Pomysł na film stał się bardziej klarowny, kiedy Kutzowi przyśniła się scena opisywana następująco przez Aleksandrę Klich:
W świetle poranka między jawą i snem słyszy głuchą kanonadę. Kościół, strach. Widzi odbicie kolorowego witraża na podłodze, w tej barwnej mazi ucieka dwóch braci. Jeden upada. Spod jego ciała wypływa strużka krwi. Drugi brat zarzuca rannego na plecy i niesie go przez kościół. Do świątyni wpadają żołnierze w niemieckich mundurach.
Bodźcem dla zamysłu filmowego Kutza była rodzinna legenda o wuju, który jako młodzieniec uczestniczył w powstaniu i został uratowany przez „cztery młode dziewczyny”, dzięki którym, ranny,  przedostał się do Sosnowca na polską stronę. W filmie znalazło się też autobiograficzne przedstawienie patriarchalnego domu Gabriela, którego pierwowzorem była rodzina dziadka Kutza. Jak mówił we wspomnieniach reżyser: „Solą ziemi czarnej chciałem się przyczynić do powstania artystycznej mitologii Śląska, nobilitującej kulturalnie ten region”.
Prace nad scenariuszem skończyły się latem 1968 roku, kiedy „wyrzygawszy ten cały drut kolczasty, śląski drut”, Kutz wyjechał do Warszawy ze swoim scenariuszem. Ten jednak został wykpiony przez tamtejsze środowiska artystyczne; Stanisław Dygat pisał: „To samobójstwo, koniec Kazia”. Komisja Ocen Filmów i Scenariuszy zupełnie nie zrozumiała kontekstu filmu, a Ludwik Starski na jej posiedzeniu twierdził, że powstań śląskich nigdy nie było i potraktował scenariusz jako fikcję literacką. Janusz Wilhelmi dodawał, że Kutz powinien raczej pisać scenariusze, aniżeli robić filmy. Aby uwiarygodnić swój scenariusz, Kutz pojechał na Śląsk i poprosił literata Wilhelma Szewczyka, aby ten pomógł mu dojść do generała Jerzego Ziętka. Pozytywna opinia tego ostatniego, wyrażona na kolejnym posiedzeniu komisji, wystarczyła do rozpoczęcia prac nad filmem.
W głównej roli Gabriela Basisty obsadzony został Olgierd Łukaszewicz. Kutz zobaczył go przedtem w filmie Dancing w kwaterze Hitlera, a jakkolwiek sam film cenił nisko, Łukaszewicz uosabiał w oczach reżysera akuratną dla swego dzieła naiwność. Aby aktor wczuł się w rolę Gabriela podczas sceny z umierającym bratem, Kutz w roli tego ostatniego obsadził brata Olgierda, operatora filmowego Jerzego Łukaszewicza. Większe problemy z rolą miał Jan Englert, obsadzony w roli Erwina, gdyż w przeciwieństwie do znającego gwarę śląską Olgierda Łukaszewicza, umiał posługiwać się jedynie polskim stylizowanym na śląską mowę. Jednak reszta obsady aktorskiej – głównie ucieleśniająca powstańców – była starannie przyuczana do nauki gwary śląskiej. Kutz twierdził, że „gdybyśmy odebrali im [Ślązakom] ich język, odebralibyśmy i duszę”. Do grania roli śląskich powstańców i niemieckiego Grenzschutzu zaangażowano około 250 żołnierzy i kadrę oficerską 15 Pułku Wojsk Obrony Wewnętrznej z Prudnika. Na czas nagrywania prudniccy żołnierze byli zakwaterowani w koszarach w Chorzowie. Reżyser zaangażował do filmu – w charakterze parodystycznym – także Daniela Olbrychskiego, który swoją epizodyczną, jakby Wajdowską rolą straceńczego ułana miał uosabiać „śmieszną, elitarną legendę szlachecką” niezrozumiałą dla Ślązaków.
Operatorem zdjęć do Soli ziemi czarnej był Wiesław Zdort, który po latach przyznawał, że czerpał inspirację dla warstwy estetycznej filmu z amerykańskiego kina lat 60. XX wieku – „epoki dzieci kwiatów, kontrkultury, narkotyków”. Scena, w której Gabriel wbiega do kościoła w poszukiwaniu ukochanej, została zaaranżowana tak, aby twarz głównego bohatera sprawiała wrażenie pomalowanej w barwne plamy (ze względu na odbicie w niej światła z witraży prześwietlonych słońcem). Zdort podkreślał, że zamierzał nakręcić ową scenę „jakby była wizją narkotyczną, przeżyciem, które bohatera porazi swoją intensywnością”.
Za plenery do Soli ziemi czarnej posłużyły Katowice (Nikiszowiec, dzielnica Szopienice, Ewangelicki Kościół Zbawiciela przy ulicy ks. bp. H. Bednorza oraz Huta Uthemanna), Świętochłowice (Lipiny, Chropaczów, Kolonia Marcina), Ruda Śląska (Osiedle Karmańskie), Bytom oraz Siemianowice. Gotowy film miał prapremierę 29 stycznia 1970 roku w Katowicach, natomiast 6 marca odbyła się właściwa premiera w kinach polskich.

## Wydanie
W 2003 roku Sól ziemi czarnej została wydana na płytach DVD nakładem warszawskiego wydawnictwa Propaganda. W 2010 roku film Kutza stał się częścią pakietu, w skład którego wchodziły także Perła w koronie oraz Paciorki jednego różańca tego samego reżysera, w ramach serii wydawniczej Arcydzieła Polskiego Kina, opublikowanej przez Wydawnictwo Telewizji Kino Polska. W czerwcu 2017 roku rozpoczęto proces rekonstrukcji cyfrowej Soli ziemi czarnej, który został zwieńczony powtórną premierą filmu 27 listopada tego samego roku w Kinoteatrze Rialto w Katowicach.

## Odbiór
Sól ziemi czarnej została bardzo dobrze przyjęta przez polską krytykę filmową. Rafał Marszałek na łamach „Współczesności” doceniał w filmie zdroworozsądkowość perspektywy: „zamiast fascynacji straceńczym gestem odnajdujemy w filmie Kutza afirmację życia, pochwałę twardości, prostoty”. Aleksander Jackiewicz z „Życia Literackiego” chwalił kadry „przypominające płótna średniowiecznych malarzy [...]. Dominują kolory ciemnoczerwone, sepiowe. [...] Stąd autentyzm pleneru i przedmiotów”. Aleksander Ledóchowski z podziwem pisał, iż u Kutza „powstanie jest bardziej sprawą biologiczną niż światopoglądową [...], której nie można usunąć z krwi, która przechodzi z ojca na syna, która zawsze daje o sobie znać”. Jan Kłossowicz w recenzji dla „Współczesności” postawił operatora Wiesława Zdorta w jednym rzędzie obok pejzażystów Rafała Malczewskiego oraz Bronisława Wojciecha Linkego. W recenzjach pojawiały się również porównania filmu Kutza do Matki (1926) Wsiewołoda Pudowkina oraz Ziemi (1930) Ołeksandra Dowżenki, w których plebejskie doświadczenia nabierały podobnie uniwersalnego charakteru.
Pojawiały się również głosy dezaprobaty. W recenzji dla „Miesięcznika Literackiego” z 1970 roku Krzysztof Teodor Toeplitz zarzucił filmowi przedstawienie powstań śląskich jako zrywu propolskiego, choć zdaniem Toeplitza były one przede wszystkim ruchem separatystycznym:
Dla reżysera tego filmu powstania śląskie to tylko i jedynie odruch tęsknoty za Polską i polskością. W rzeczywistości wyglądało to inaczej. Tęsknocie za Polską u jednych – tęsknocie, dla której Kutz znajduje zresztą piękną, poetycką metaforę w polskim krajobrazie, barwnym i zielonym, zestawionym z czernią ziemi śląskiej, w widoku łąk i polskich Tatr, które jawią się marzącemu o polskości chłopcu – towarzyszył również u innych odruch separatyzmu, którego instytucjonalny przekaz pozostał przecież w funkcjonującym aż do uchwalenia kwietniowej Konstytucji odrębnym śląskim sejmie.
Jan F. Lewandowski w 2000 roku stawiał podobny zarzut: „W filmie nie znajdujemy tragedii regionu rozrywanego wojną domową, gdy Górnoślązacy polscy i niemieccy stawali z bronią przeciwko sobie. Takiej perspektywy widzenia Kutz nie dopuszcza” . Ilona Copik w 2014 roku usprawiedliwiała jednak optykę przyjętą przez reżysera bijącą z filmu nadzieją, iż „śląskość, pozbawiona brzemienia pogranicznego skomplikowania, zyska uznanie w rzeczywistości PRL-u”.
Mimo wspomnianych uwag Lewandowski w 2012 roku przyznał, iż Sól ziemi czarnej „zderza polską tradycję romantyczną ze śląskim pragmatyzmem”, a fragmenty komediowe – ze scenami poważnymi, w wyniku czego powstała „mitologizująca, lecz niesłychanie sugestywna wizja Górnego Śląska”. Również Adam Garbicz stwierdził, że „z dialogami, mówionymi gwarą w sposób znakomicie naturalny”, ale również ze „wspaniałą plastyką” kadrów oraz „porywającym rytmem montażowym wydarzeń” film Kutza okazał się „najwspanialszym pod względem emocjonalnym poematem patriotycznym kina”. W retrospektywnym tekście Marszałek dodawał, że Sól ziemi czarnej była jednym z pierwszych prawdziwie proletariackich filmów polskich, wyróżniającym się na tle sztucznej twórczości socrealistycznej oraz postszlacheckiego etosu polskiej szkoły filmowej. Tadeusz Sobolewski określił film Kutza mianem arcydzieła, które „łączy w sobie sagę rodzinną i liryczne wyznanie”, a jednocześnie harmonijnie zestawia ze sobą tradycje rewolucyjne i konserwatywne.

### Nagrody
| Rok  | Podmiot przyznający          | Wyróżnienie                 | Odbiorca            |
| ---- | ---------------------------- | --------------------------- | ------------------- |
| 1970 | Lubuskie Lato Filmowe        | Grand Prix Złote Grono      | Kazimierz Kutz      |
| 1970 | Lubuskie Lato Filmowe        | Nagroda za scenariusz       | Kazimierz Kutz      |
| 1970 | Lubuskie Lato Filmowe        | Nagroda za scenografię      | Bolesław Kamykowski |
| 1970 | Lubuskie Lato Filmowe        | Nagroda za zdjęcia          | Wiesław Zdort       |
| 1970 | Polska Rzeczpospolita Ludowa | Nagroda Państwowa I stopnia | Kazimierz Kutz      |
| 1971 | MSMiF w Grenoble             | Grand Prix                  | Kazimierz Kutz      |
| 1975 | Lubuskie Lato Filmowe        | Wyróżnienie III stopnia     | Kazimierz Kutz      |

## Znaczenie
Sól ziemi czarnej stanowiła punkt zwrotny w biografii Kazimierza Kutza, który odtąd zaczął szczególnie zgłębiać historię swojego regionu pochodzenia. „Ten pierwszy w polskiej kinematografii udany film o Górnym Śląsku jako małej ojczyźnie mógł pozostać ewenementem, czymś w rodzaju okazu z archiwalnej półki polskiego kina” – pisał historyk kina Andrzej Gwóźdź. Sól ziemi czarnej okazała się jednak zaledwie pierwszą częścią tzw. tryptyku śląskiego, który dopełniły Perła w koronie (1971) oraz Paciorki jednego różańca (1979). Perła w koronie ukazuje heroiczny strajk górników (w tym również braci Basistów) przeciwko likwidacji znajdującej się w granicach Polski, lecz zarządzanej przez Niemców śląskiej kopalni w połowie lat trzydziestych. Paciorki jednego różańca ironicznie domykają trylogię, gdyż ich akcja przenosi w czasie do lat siedemdziesiątych epoki Edwarda Gierka, kiedy trwa likwidacja górniczego osiedla Giszowca, w którym mieszkali niegdyś powstańcy śląscy. Tematyka Śląska powracała również w filmach spoza trylogii: opowieści o śląskim podziemiu doby hitlerowskiej okupacji Polski Na straży swej stać będę (1983) oraz męczeńskiej rekonstrukcji strajku górników w kopalni „Wujek” podczas stanu wojennego Śmierć jak kromka chleba (1994). W 2021 roku film stał się inspiracją dla twórców spektaklu baletowego Sól ziemi czarnej, zrealizowanego przez Operę Śląską w reżyserii Artura Żymełki, który został nagrodzony Złotą Maską w kategorii Spektakl roku 2021.